# هدم قباب البقيع
هدم قباب البقيع كانت عملية هدم للقباب والمباني والمقامات والأضرحة المقامة على بعض القبور في مقبرة البقيع، أقدم وأحد أهم المقابر الإسلامية في المدينة المنورة بالمملكة العربية السعودية، في عام 1806، وبعد إعادة الإعمار في منتصف القرن التاسع عشر، هُدِمَت مرة أخرى في عام 1925:55 أو 1926. قام تحالف بين آل سعود وأتباع الحركة الوهابية المعروفة باسم إمارة الدرعية بتنفيذ عملية الهدم الأولى. ونفذت سلطنة نجد عملية الهدم الثانية. في كلتي الحالتين، كانت حجة الفاعلين أن التبرك بقبور الأولياء الصالحين وتوجيه الدعاء لهم وطلب الاستعانة والمشافاة وغيرها، نوع من أنواع الشرك حسب تفسيرهم للأحاديث النبوية.

## خلفية

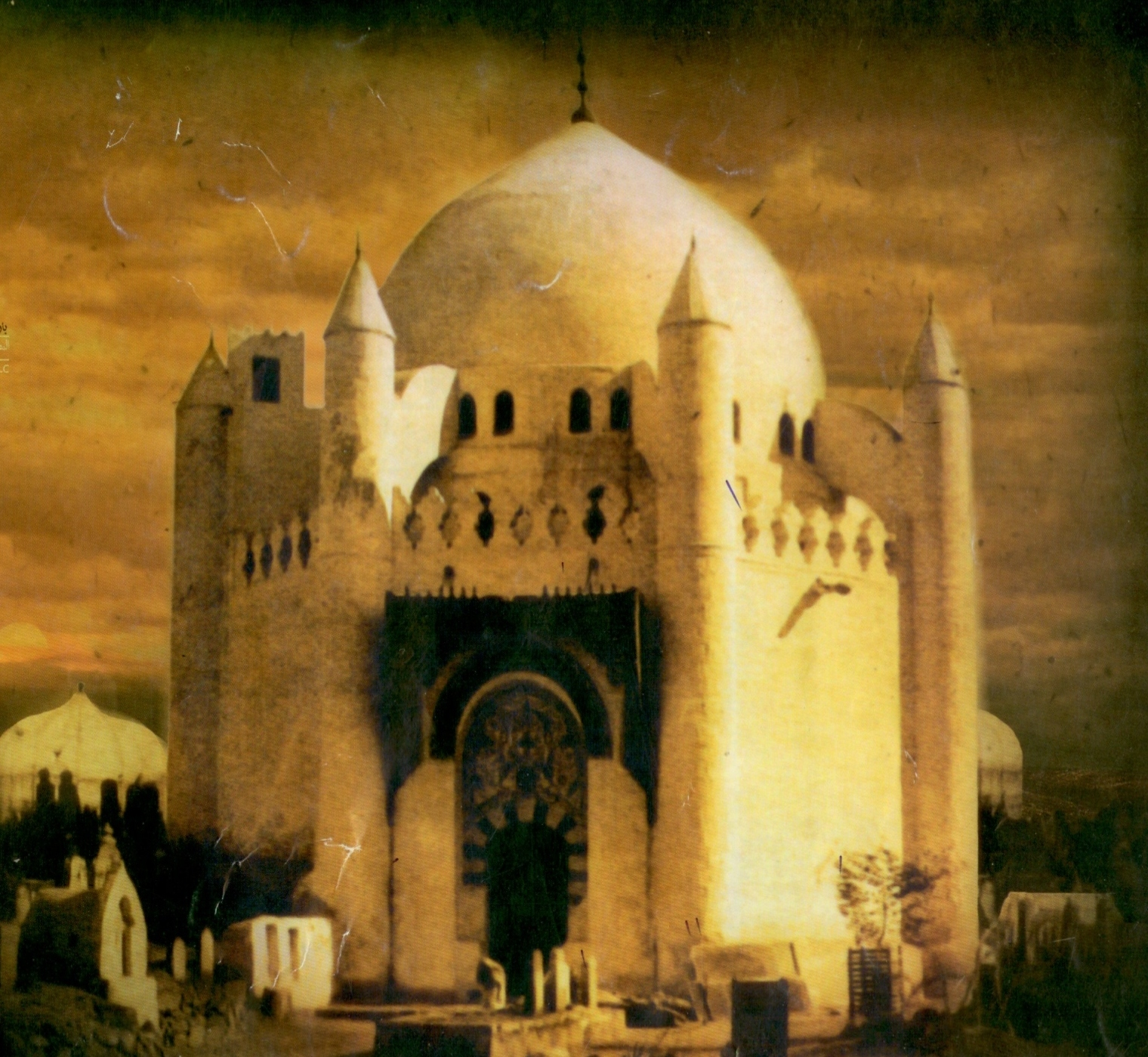
ضريح أربعة أئمة الشيعة مع عباس بن عبد المطلب

استخدمت مقبرة بقيع الغرقد، والمعروفة أيضًا باسم جنة البقيع، مقبرةً قبل ظهور الإسلام.:47 كان أشهر شخص دفن في البقيع أثناء حياة نبي الإسلام محمد، ابنه الرضيع إبراهيم. تشهد العديد من الروايات أن النبي زار هذه المقبرة بانتظام للدعاء من أجل مغفرة الله للذين دفنوا هناك.
اكتسبت المزيد من الاهتمام بعد دفن أول صحابي لمحمد، عثمان بن مظعون (أو أسعد بن زرارة) في عام 625 مـ. دُفن فيها أربعة من الأئمة الاثنا عشر: حسن بن علي، وعلي بن حسين، ومحمد الباقر، وجعفر الصادق:48 مما جعله موقعًا مهمًا للمسلمين الشيعة. تشير السجلات التاريخية إلى وجود قباب وأضرحة في جنة البقيع قبل القرن العشرين؛ أما اليوم فهي أرض عارية دون أي مبان.:48

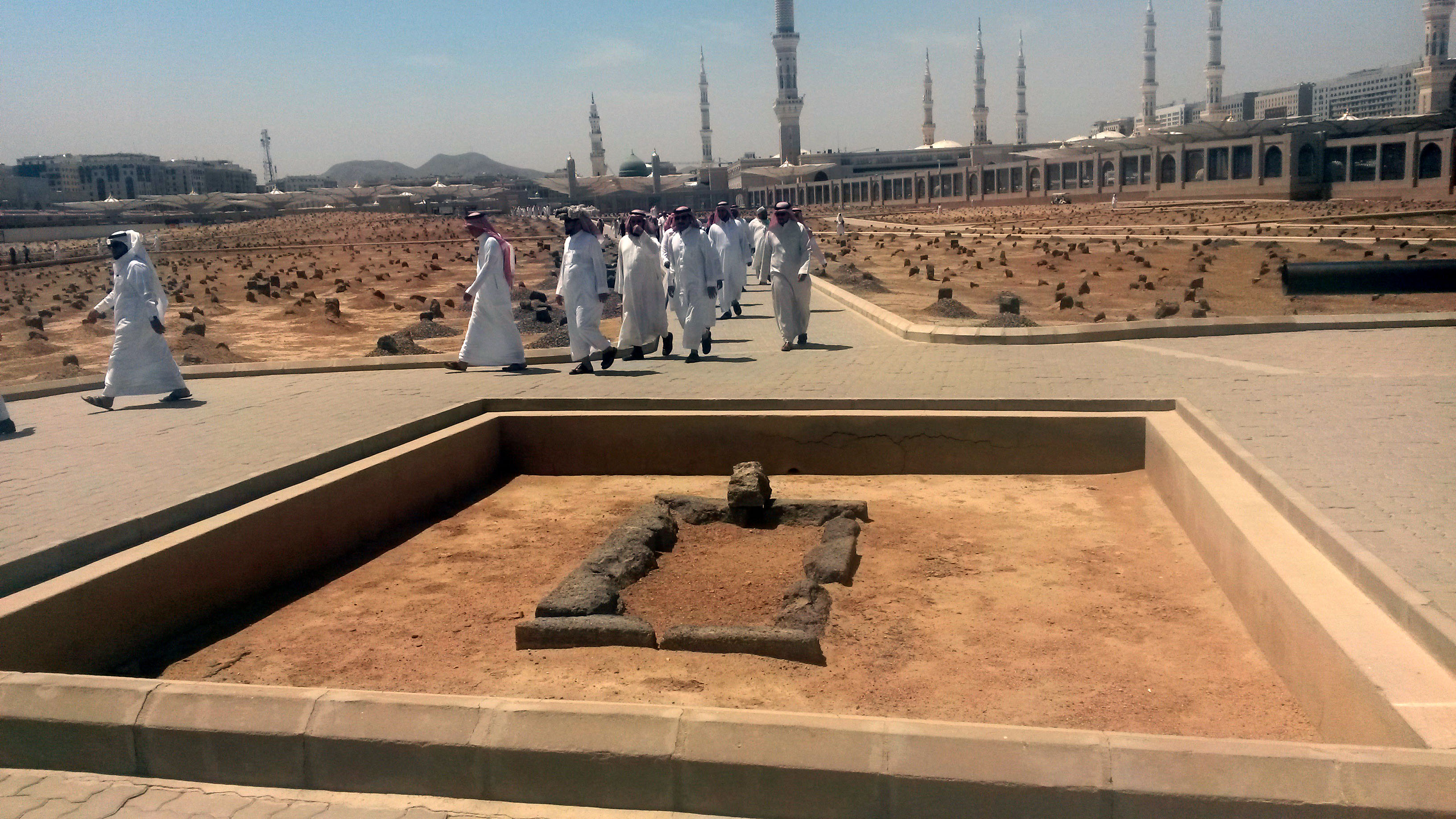
قبر عثمان بن عفان ثالث الخلفاء الراشدين في البقيع

أدى التحالف بين محمد بن عبد الوهاب ومحمد بن سعود إلى تشكيل الدولة السعودية الأولى (المعروفة أيضًا باسم إمارة الدرعية)، مما يتحدى سلطة الإمبراطورية العثمانية. كان معظم نجد تحت سيطرة ابن سعود بحلول الوقت الذي توفي فيه محمد بن سعود في عام 1765. بحلول عام 1806، كان الحجاز، بما في ذلك مكة والمدينة، تحت سيطرة آل سعود. جاء توسع الحركة الوهابية على حساب الإمبراطوريات العثمانية التي فقدت السيطرة على الأماكن المقدسة للإسلام. وبالتالي، أرسلت الإمبراطورية العثمانية جيوش وهزمت أول دولة سعودية في الحرب العثمانية الوهابية (1811-1818). بعد سنوات في 1924-1925، استعادت عشيرة سعود السيطرة على الحجاز وتشكلت مملكة الحجاز ونجد تحت حكم عبد العزيز بن سعود.
حاول الوهابيون تنفيذ عملية الهدم في سياق ديني قانوني لأنهم اعتبروا الأضرحة «عبادة الأصنام» ويعتقدون أن وضع علامات على القبور هو بدعة،:54 بناءً على تفسيرهم للآيات القرآنية المتعلقة بالقبور والمزارات. لقد استخلصوا من قصة العجل الذهبي الموجود في القرآن حيث صنع الإسرائيليون الأصنام وصلوا لهم مما تسبب في غضب الله. ينظر بعض المسلمين إلى القصة على أنها «حظر شامل» ضد عبادة الصور والأضرحة. من ناحية أخرى، استخدم علماء الشيعة عددًا من الآيات والتقاليد المختلفة لدعم ممارسة بناء الأضرحة على قبور القديسين الإسلاميين. وفقًا للباحث الشيعي محمد جعفر طبسي، فإن قبور الأئمة الشيعة المدفونين في البقيع كانت تبجيلًا لمئات السنين ولم يعتبر أي من العلماء السنة الأضرحة ابتكارًا. قبل أسابيع من الهدم الثاني، بناءً على طلب ابن بليهد، أصدرت مجموعة من خمسة عشر عالمًا من المدينة المنورة بالإجماع فتوى (حكم قانوني إسلامي) تدين فيها صنع الأضرحة حول القبور.:53
وفقًا لعالم الدراسات الإسلامية عديل محمدي، فإن تدمير الوهابيين للبقيع كان له جذور سياسية أيضًا. زعيم الجالية المسلمة هو المسؤول عن فرض الخير وحظر الخطأ (الأمر بالمعروف والنهي عن المنكر) ولا يمكنه الوفاء بهذه المسؤولية إلا من خلال امتلاكه السلطة السياسية. كان تدمير الوهابيين عملاً سياسياً لإنشاء سلطة النجدي في الحجاز، وكان يتألف من المرجع الديني لنجد والعلماء الوهابيين والسلطة السياسية للعائلة السعودية. يقول محمدي إنه بسبب التدمير، «سعت السلطات السعودية إلى بث سلطتها السياسية المكتسبة حديثًا.»:53 وقد اقترح أن تبجيل الأضرحة الإسلامية يمثل الرغبة في اتباع نهج لاهوتي موحد تجاه الله ونهج سياسي للأرض. كما ترى الوهابية أن تدمير الموقع له ما يبرره على المبادئ اللاهوتية والسياسية.:52 وفقًا لمحمدي، يمكن تنفيذ التدمير بغرض الإشارة إلى النصر على الشيعة، لأن البقيع هو مكان دفن عدد من الأئمة الشيعة وأعضاء أهل بيت محمد.:55

## هدم

### الهدم الأول
في بداية سيطرة آل سعود في القرن التاسع عشر (1806) على مكة والمدينة، هدموا العديد من المباني الدينية وفقًا لمذهبهم بما في ذلك المقابر والمساجد، سواء داخل البقيع أو خارجه. تم هدم هذه المباني على الأرض، وتم نهبها لزخارفها وبضائعها.
بعد السيطرة على المدن المقدسة، حاول السعوديون خلق عقبات لمنع المسلمين غير الوهابيين من أداء فريضة الحج. في السنوات القليلة المقبلة، زادوا تدريجيا من واجب الحج. كما منعوا الحجاج من إحضار الآلات الموسيقية والمحمل (المحفات المزخرفة بوفرة) - وكثيراً ما يتم إحضارهما بواسطة الحجاج ولكن يتعارض مع المعايير الدينية الوهابية، وفي وقت لاحق «الأولاد أو الأفراد بدون اللحية.» في عام 1805، أي قبل عام من التدمير، لم يُسمح للمسلمين العراقيين والإيرانيين بأداء فريضة الحج. تم رفض السماح لسوريين ومصريين بأداء فريضة الحج عام 1806 و 1807. لم يتم منع المسلمين المغاربة من أداء فريضة الحج.
زار المسافر الأوروبي يوهان لودفيك بركهارت المقبرة في عام 1815 بعد أول تدمير. عند رؤية أنقاض القباب حول المقبرة، قال إن سكان المدينة المنورة «متهورون»، ولا يهتمون كثيرًا بتكريم «أبناء وطنهم المشهورين». ومع ذلك، لم يمنع التدمير السكان من أداء طقوسهم.:49
أمر السلطان العثماني محمود الثاني، حاكم مصر، محمد علي باشا، باستعادة الأراضي التي يسيطر عليها المتمردون الوهابيون، وبدء الحرب العثمانية الوهابية. هزم إبراهيم باشا، ابن محمد علي باشا، عشائر المتمردين في معركة الدرية في عام 1818. بأمر من السلطان محمود الثاني قام العثمانيون ببناء وتجديد المباني والقباب والمساجد «بأسلوب جمالي رائع» من عام 1848 إلى عام 1860. قال السير ريتشارد فرانسيس برتون، الذي زار المدينة المنورة في عام 1853 متنكرا في زي مسلم أفغاني يدعى «عبد الله»، إن هناك خمسة وخمسين مسجدًا ومزارًا بعد إعادة إعمار العثمانيين. وصف مغامر إنجليزي آخر يزور المدينة المنورة في 1877-1878، المدينة بأنها «مدينة جميلة صغيرة تشبه إسطنبول». ويذكر «الجدران البيضاء، المآذن النحيلة الذهبية والحقول الخضراء». كذلك، وصف إبراهيم رفعت باشا، المسؤول المصري الذي كان مسافراً بين عامي 1901 و 1908، ستة عشر قبة مما تدل على القبر أو مجموعة من القبور.:50

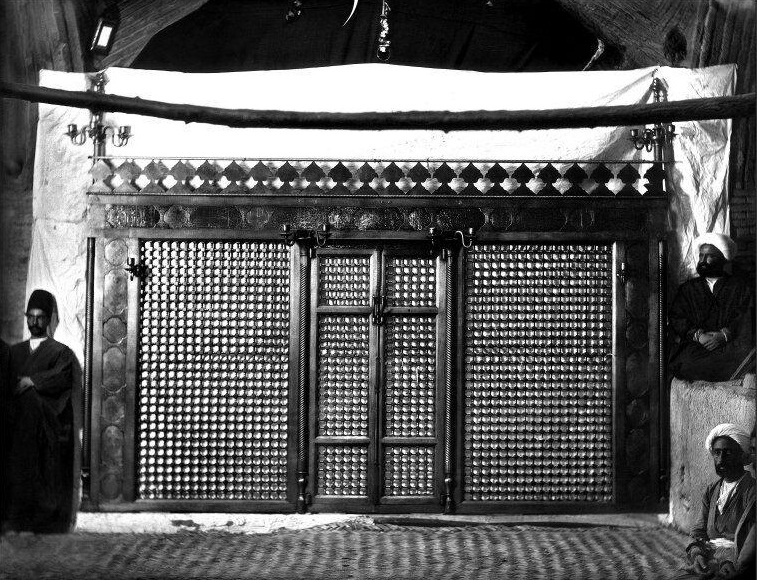
أول ضريح لمقبرة أئمة البقيع قبل الهدم.

### الهدم الثاني
استعاد آل سعود السيطرة على الحجاز عام 1924 (أو 1925). في العام التالي، منح ابن سعود الإذن بتدمير الموقع بتصريح ديني مقدم من القاضي عبد الله ابن بليهد؛ بدأ الهدم في 21 أبريل 1926 (أو 1925):55 من قبل فيصل الدويش في حصار المدينة . وشملت عملية الهدم تدمير حتى أبسط شواهد القبور. قام المهتدي البريطاني إلدون روتر بمقارنة الهدم بزلزال: «في جميع أنحاء المقبرة، لم يكن هناك شيء يُرى سوى التلال الصغيرة غير المحدودة من الأرض والحجارة وقطع من الأخشاب وقضبان حديدية وكتل من الحجر وحطام مكسور من الإسمنت والطوب المتناثرة».
استلم العاملون الذين قاموا بتدمير المباني 1000 ريال مجيدي، وحدة العملة في ذلك الوقت. وشملت القباب المدمرة تلك: عبد الله بن عبد المطلب وآمنة بنت وهب، والد محمد ووالدته، على التوالي؛ إسماعيل بن جعفر، الابن الأكبر لجعفر الصادق، عباس بن عبد المطلب وحمزة بن عبد المطلب، وكلاهما اعمام محمد. إبراهيم بن محمد، ابن محمد، مالك بن أنس، عثمان بن عفان، الحسن بن علي، وعلي بن الحسين، ومحمد الباقر، وجعفر الصادق أربعة من أئمة الشيعة،.

## ردود أفعال
تمت مناقشة عملية الهدم الثانية في الجمعية الوطنية الاستشارية لإيران، وتم إرسال مجموعة من الممثلين إلى الحجاز للتحقيق. في السنوات الأخيرة، بذلت جهود علماء الدين والشخصيات السياسية الإيرانية لاستعادة المقبرة ومزاراتها، وفقًا للموسوعة الإسلامية. احتج المسلمون السنة والشيعة على حد سواء على التجمعات والمسيرات التي تقام سنويًا في الهند وباكستان وإيران والولايات المتحدة. يعتبر اليوم يوم الغم (يوم الحزن) من قبل العديد من الشيعة. وفقًا للموسوعة الإسلامية، أدان اللاهوتيون والمثقفون السنة البارزون الوضع «غير المناسب» لمقبرة البقيع، لكن السلطات السعودية تجاهلت حتى الآن كل الانتقادات ورفضت أي طلبات لاستعادة المقابر والأضرحة.